# Korsische Nieswurz
Die Korsische Nieswurz (Helleborus lividus subsp. corsicus) ist eine Unterart aus der Gattung Nieswurz (Helleborus) innerhalb der Familie der Hahnenfußgewächse (Ranunculaceae).

## Beschreibung

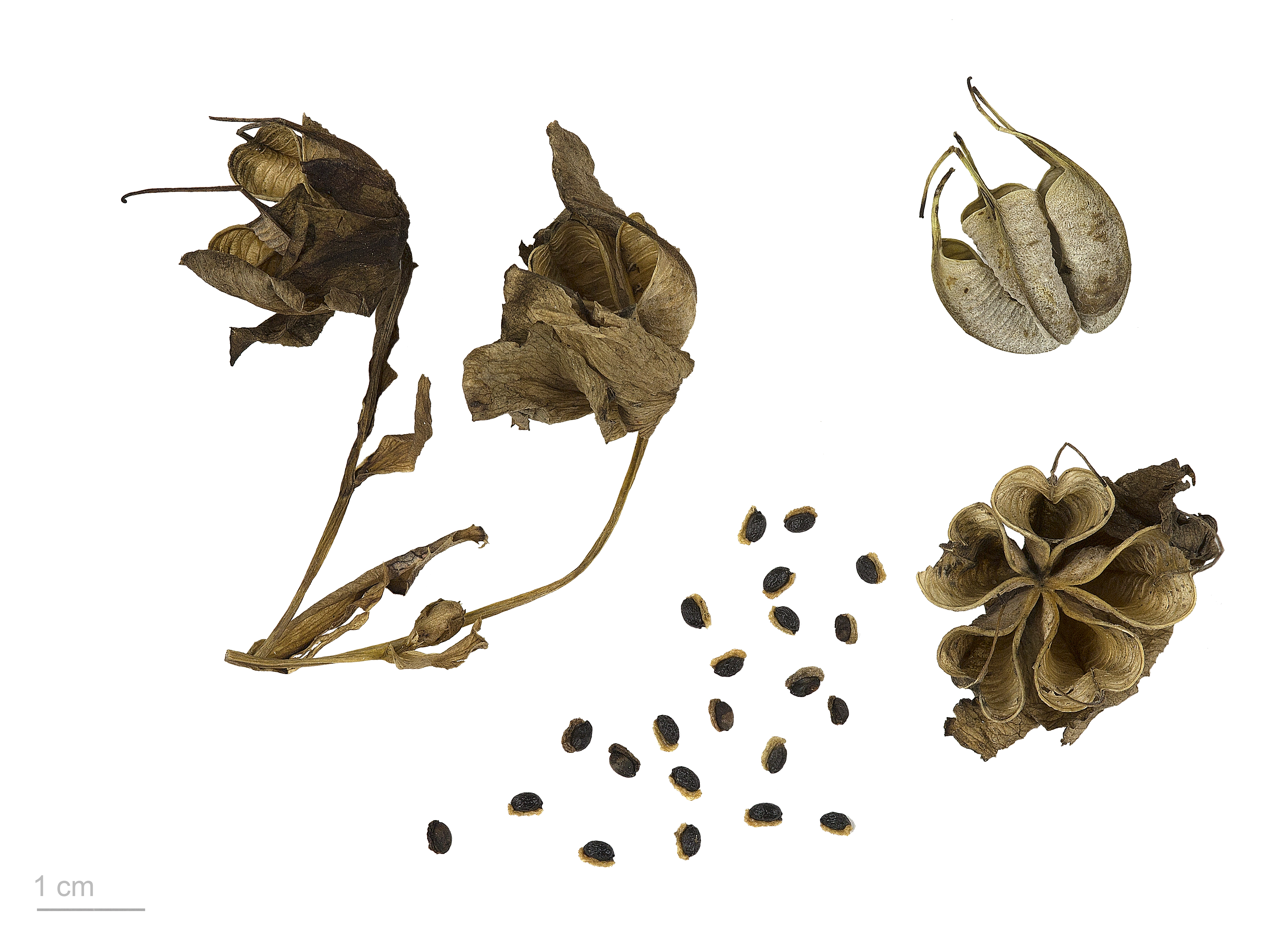
Früchte und Samen

### Vegetative Merkmale
Die Korsische Nieswurz ist eine ausdauernde krautige Pflanze, die Wuchshöhen von 20 bis 70, ausnahmsweise auch bis zu 150 Zentimetern erreicht. Die überwinternden Laubblätter sind alle stängelständig und in Blattstiel sowie -spreite gegliedert. Die ledrige und kahle Blattspreite ist dreizählig geteilt. Die Teilblättchen sind eiförmig-lanzettlich. Ihr Blattrand ist dornig gezähnt.

### Generative Merkmale
Die Blütezeit liegt sehr früh im späten Winter und zu Beginn des Frühjahrs. Zahlreiche nickende Blüten sind in einem aufrechten Blütenstand angeordnet. Der Blütenstand umfasst 15 bis 30 Blüten. Die fünf Blütenhüllblätter sind mehr oder weniger abstehend, grünlich-weiß und 2 bis 5, selten bis zu 8 Zentimeter breit. Jede becherförmige Blüte enthält außer zahlreichen Staubblättern auch 8 bis 12 Nektarblätter, die schief trichterförmig sind.
Die Balgfrüchte sind lang geschnäbelt.
Die Chromosomenzahl beträgt 2n = 32.

## Verbreitung
Die Korsische Nieswurz kommt nur auf Korsika und Sardinien vor.

## Taxonomie
Die Systematik dieser Verwandtschaftsgruppe wird kontrovers diskutiert:
Die Erstbeschreibung als Art erfolgte 1824 durch Domenico Viviani in Fl. Cors. Prodr., S. 8 als Helleborus argutifolius. Die Erstbeschreibung erfolgte 1910 als Unterart unter dem Namen Helleborus trifolius subsp. corsicus Briq. durch John Isaac Briquet in Prodr. Fl. Corse, 1, S. 582. Die Neukombination zu Helleborus lividus subsp. corsicus (Briq.) P.Fourn. wurde 1936 durch Paul Victor Fournier in Quatre Fl. France, S. 338 veröffentlicht. Synonyme für Helleborus lividus Aiton subsp. corsicus (Briq.) P.Fourn. sind: Helleborus argutifolius Viv., Helleborus corsicus Mabille nom. illeg.